# Prochod
Prochod (bułg. Проход) – wieś w Bułgarii, w obwodzie Burgas, w gminie Sredec. W 2023 roku liczyła 106 mieszkańców.